# Geschubde mannetjesvaren
Geschubde mannetjesvarens (Dryopteris affinis agg.) zijn een aggregaat van Euraziatische niervarens. Het is lange tijd onzeker geweest hoeveel soorten hiertoe behoren. Sinds een paar jaar bestaat er een zekere mate van overeenstemming dat het om een viertal soorten gaat, die onderling nauw verwant zijn, maar ook een deel van hun genoom delen met andere soorten van het geslacht niervaren (Dryopteris). Het zijn soorten van vochtige bossen waarvan er in België en Nederland een drietal zeldzaam voorkomt. De soort is nauw verwant met en zeer gelijkend op de algemenere mannetjesvaren, waarmee hij ook zijn biotoop deelt. In Vlaanderen staat hij op de rode lijst als bedreigd onder de naam geschubde niervaren.

## Naamgeving en etymologie
De taxonomische verwarring die rond deze groep geheerst heeft komt tot uiting in een groot aantal synoniemen voor de verschillende taxa. Sommige van deze synoniemen zijn alleen van toepassing op één bepaalde ondersoort van de huidig erkende soorten. Sommige namen zijn in gebruik geweest voor meerdere taxa. Het zou te ver voeren alle synoniemen hier weer te geven. Voor een compleet overzicht, inclusief alle thans erkende ondersoorten, zie Fraser-Jenkins (2007).
- Dryopteris affinis (R.Lowe) Fras.-Jenk. (1979), non Newm. (1854)

Vijf ondersoorten, waarvan in Nederland alleen:
D. subsp. affinis. Synoniemen o.a.: D. affinis var. affinis, D. borreri var. subintegra (Aschers & Graebn.) Tavel (1937), D. pseudomas (Woll.) Holub & Pouzar (1967)
- Dryopteris borreri (Newm.) Newm. ex Oberh. & Tavel; Synoniemen: D. affinis subsp. borreri (Newm.) Fras.-Jenk. (1980), Dryopteris abbreviata (DC.) Manton (1950), non (Schrad.) Kuntze, D. affinis subsp. stilluppensis (Sabr.) Fras.-Jenk. (1980), non sensu Fras.-Jenk., D. stilluppensis (Sabr.) Holub (1986), non sensu Holub, D. affinis subsp. robusta Oberh. & Tavel ex Fras-Jenk. (1980), D. x tavelii Rothm. (1945)

Dit is waarschijnlijk de minst zeldzame van de soorten in Nederland.
- Dryopteris cambrensis (Fras.-Jenk.) Beitel & W. Buck (1988); Synoniem: D. affinis subsp. cambrensis Fras.-Jenk.

Vier ondersoorten, waarvan (mogelijk) in Nederland: D. cambrensis subsp. insubrica (Oberh. & Tavel ex Fras.-Jenk.) Fras.-Jenk.
- Dryopteris pseudodisjuncta (Tavel ex Fras.-Jenk.) Fras.-Jenk. (2007); Synoniemen: D. affinis subsp. pseudodisjuncta (Oberholz. & Tavel ex Fras.-Jenk.) Fras.-Jenk. (1996); . affinis [subsp. cambrensis, err.] var. setosa (Christ 1900) Fras.-Jenk. (1987).

Noord-West-Europa, sinds december 2014 één vondst bekend uit het Purmerbos in Noord-Holland.
- Dryopteris schorapanensis Askerov (1979), pro hybr.; synoniem: D. affinis subsp. persica Fras.-Jenk. (1980).

Turkije, Georgië
- Dryopteris pontica (Fras.-Jenk.) Fras.-Jenk. (2007)

Kaukasus
Dryopteris is een samenstelling van Oudgrieks δρῦς, drus (= boom/eik) en πτερίς, pteris (= varen).

## Kenmerken

### Plant
De geschubde mannetjesvaren is een overblijvende, kruidachtige plant met een korte, donker geschubde, opstijgende wortelstok, waaruit elk jaar een dichte bundel schuin opgaande bladen ontstaat. Vruchtbare en onvruchtbare bladen zijn praktisch gelijk van vorm.
De plant lijkt algemeen zeer sterk op de nauw verwante gewone mannetjesvaren, maar blijft over het algemeen iets kleiner. De bladen blijven tot laat in de winter hun groene kleur behouden of zijn zelfs overlevend.

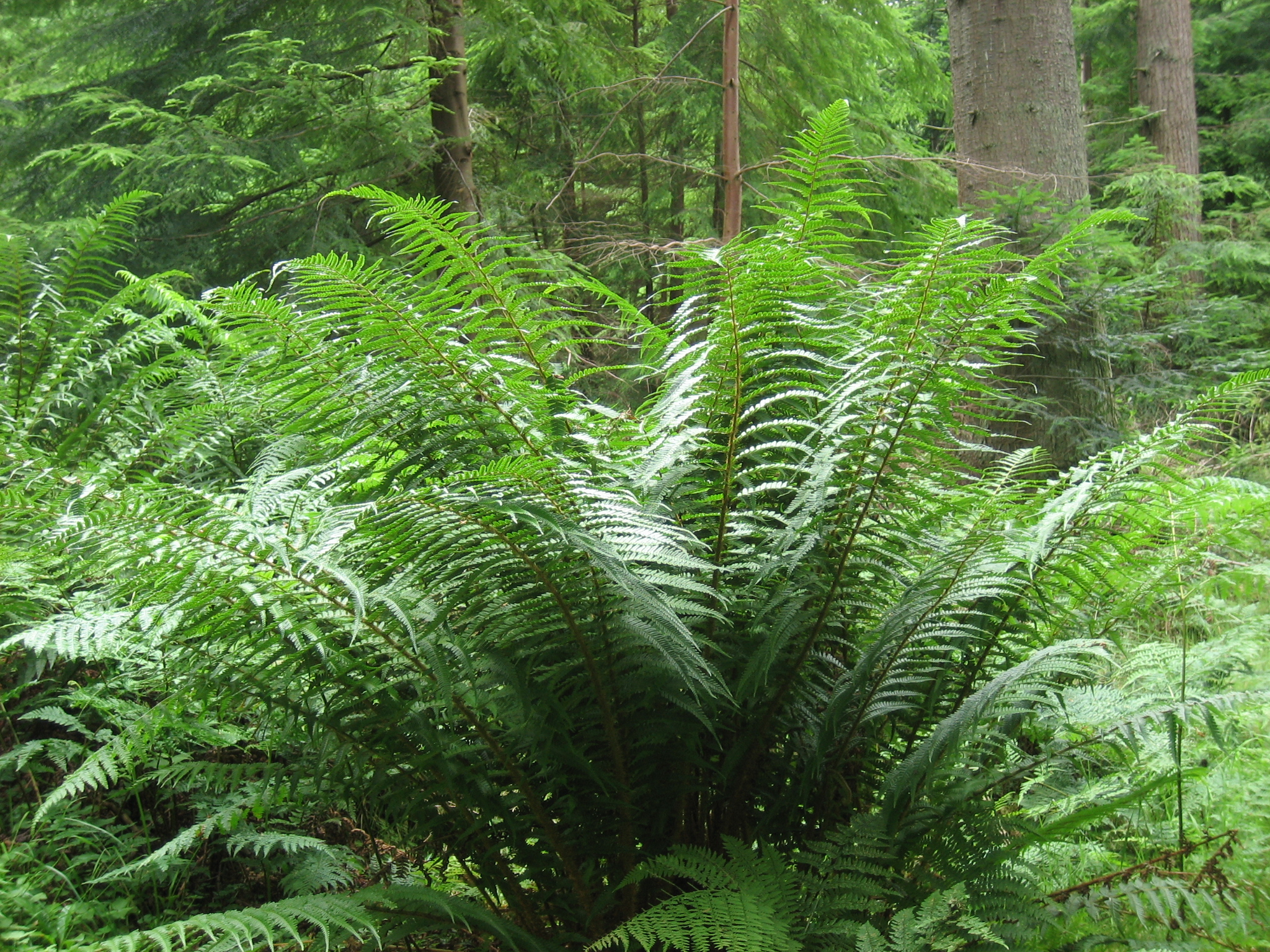
Volwassen geschubde mannetjesvaren

### Bladen
De stevige, lichtgroene, wat leerachtige bladen staan schuin omhoog, zijn tot 80 cm lang, lancetvormig tot omgekeerd eirond van vorm en eenmaal geveerd. De blaadjes zijn bijna rechthoekig van vorm, ondiep gezaagd met een stekelpuntige top en zacht afgeronde zijkanten. Elk deelblaadje heeft een donker vlek bij de basis, tegen de bladsteel.

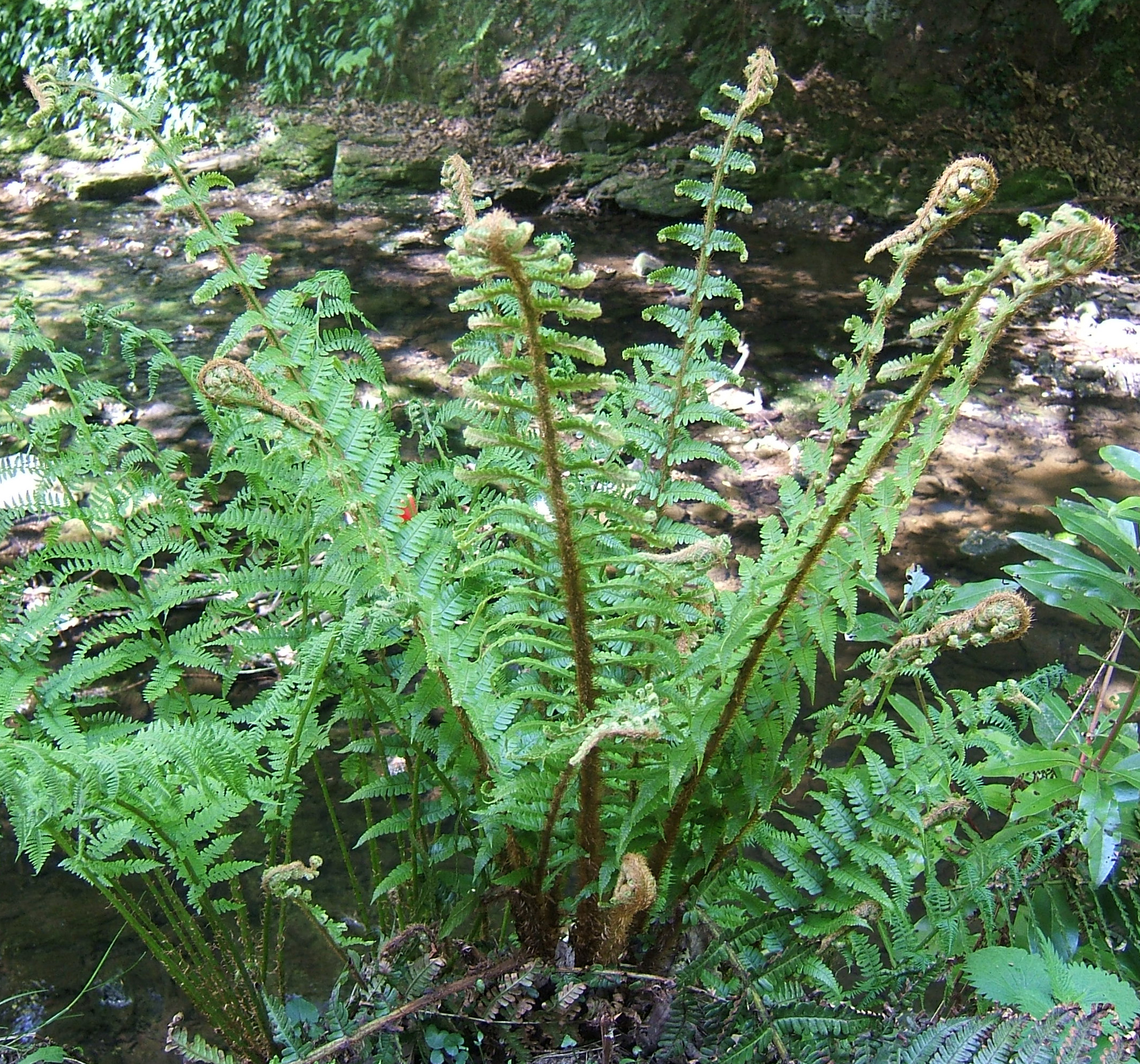
Jonge bladen van de geschubde mannetjesvaren met een duidelijk beschubde steel

De bladsteel is kort maar stevig, en net zoals de bladspil tot bovenaan dik bezet met oranje-bruine schubben, waaraan de plant zijn naam dankt. Deze schubben zijn onderaan breed maar worden naar boven toe priemvormig;

### Sporenhoopjes
De sporenhoopjes zijn groot en rond en liggen in groepjes van 1 tot 3 (zelden meer) langs beide zijden van de middennerf van de bladslipjes. Ze hebben een niervormig dekvliesje. De sporen zijn rijp van juli tot oktober.

## Ecologie
De geschubde mannetjesvaren verkiest vochtige, matig voedselrijke gronden in de schaduw. Het is een typische soort van vochtige loofbossen en oude naaldbossen. Hij prefereert over het algemeen vochtiger standplaatsen dan de mannetjesvaren.

## Verspreiding
De geschubde mannetjesvaren komt voor in West- en Zuid-Europa, vanaf Ierland tot het Middellandse Zeegebied en tot in Zuidwest-Azië. In warmere streken is hij voornamelijk in de bergen te vinden. Zijn verspreidingsgebied is iets zuidelijker dan dat van de gewone mannetjesvaren.
In België is de soort zeldzaam in Waals-Brabant, de Maasvallei en de Ardennen, elders in het land zeer zeldzaam. In Nederland is de soort zeldzaam in Flevoland en elders zeer zeldzaam.
Door zijn gelijkenis met de veel algemenere mannetjesvaren, wordt het voorkomen van de geschubde mannetjesvaren mogelijk onderschat.

## Verwante en gelijkende taxa
De geschubde mannetjesvaren heeft in België en Nederland nog enkele verwante leden in het geslacht niervaren. Verwarring is eigenlijk enkel maar mogelijk met de gewone mannetjesvaren. De voornaamste uiterlijke verschillen zijn de dik beschubde bladsteel en bladspil en de donkere vlekken aan de basis van de deelblaadjes bij de geschubde mannetjesvaren. De mannetjesvaren heeft veel minder schubben en mist de zwarte vlek. Verder heeft deze laatste blaadjes zonder stekelpuntige tanden, en liggen de sporenhoopjes in grotere groepjes bij elkaar. De geschubde mannetjesvaren is over het algemeen lichter van kleur en winterharder dan de gewone.
In hetzelfde biotoop komt ook nog de wijfjesvaren (Athyrium filix-femina) voor, maar deze kan van beide voorgaande onderscheiden worden door zijn dubbel geveerde bladen, waardoor hij veel ijler en fragieler lijkt. Ook de vorm van het blad, onderaan smal uitlopend, en van de sporenhoopjes, smal en langwerpig, zijn verschillend van die van de mannetjesvarens.

## Zeldzaamheid en bescherming
De geschubde mannetjesvaren wordt op de Vlaamse Rode Lijst (planten) vermeld als ‘bedreigd’. Op de Nederlandse Rode Lijst (planten) wordt hij niet vermeld.

## Cultivars
Van de geschubde mannetjesvaren zijn verschillende cultivars ontwikkeld, soms op basis van in de natuur gevonden afwijkende exemplaren. Bekend zijn de cultivar 'Crispa' met gekrulde bladranden en 'Cristata', waarvan de deelblaadjes V-vormig gedeeld zijn.

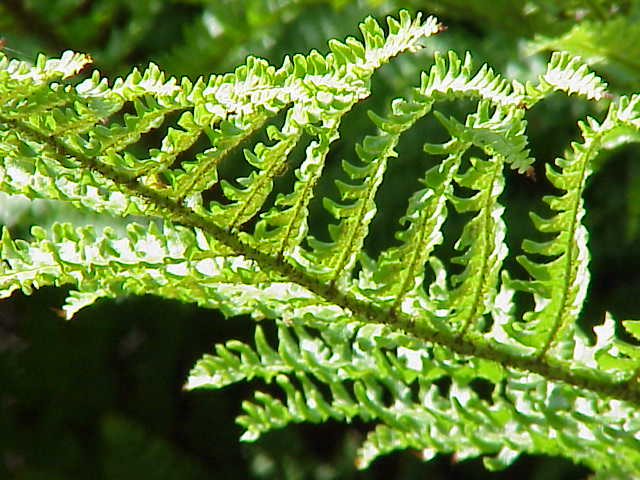
Dryopteris affinis 'Crispa'
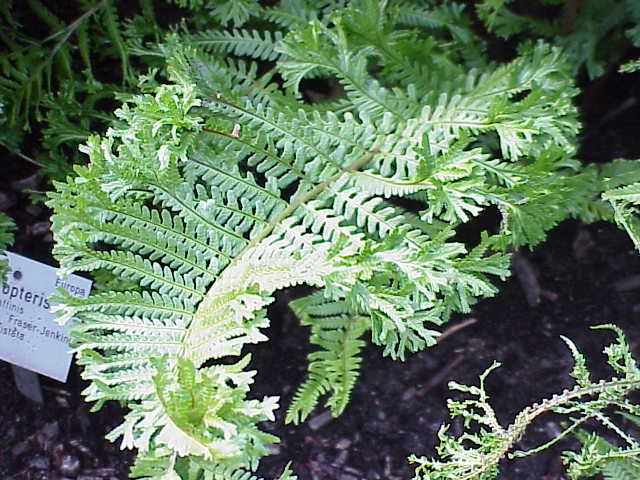
Dryopteris affinis 'Cristata'